# Procambarus ruthveni
Procambarus ruthveni är en kräftdjursart som beskrevs av Arthur Sperry Pearse 1911. Procambarus ruthveni ingår i släktet Procambarus och familjen Cambaridae. IUCN kategoriserar arten globalt som sårbar. Inga underarter finns listade i Catalogue of Life.